# Пешгаль-дарамаш
Пешгаль-дарамаш (д/н — 1518 до н. е. або 1485 до н. е.) — цар Країни Моря близько 1534—1485 років до н. е. (за іншою хронологією 1547—1518 до н. е.)

## Життєпис
Походив з I династії Країни Моря (відома як II Вавилонська династія). Основні відомості містяться в клинописах, що є тепер частиною Колекції Шоєна (Норвегія), 2 релігійних текстах.
Син Іштена. Стосовно часу сходження на трон й терміну панування існують дискусії. За однією версією батько Пешгаль-дарамаша передував йому, посівши трон після Гулькішара — близько 1547 року до н. е. На думку інших Іштен не встиг стати царем (помер до 1547 року до н. е.), тому трону перейшов після Гулькішара до Пешгаль-дарамаша. Це здається більш слушним, оскільки є більш точна згадка про нащадка Пешгаль-дарамаша — Ейягаміля, що діяв близько 1460 до н.е. З огляду на те, що останньому передувало ще 3 царів, то або їх правління були короткими, або слід відраховувати від 1518 до н.е. 
Також відповідно до пізніх списків шумерських царів Пешгаль-дарамаш панував 50 років, але є письмо згадка лише про 29 рік панування, після чого згадано наступного правителя.
Вважається, що вимушений був протистояти вавилонським царям з Каситської династії, зберігши батьківські володіння. Йому спадкував син Адара-каламма.